# Vicente Segrelles
Vicente Segrelles (ur. 9 września 1940 w Barcelonie) – hiszpański twórca komiksów, malarz, scenarzysta. Wykonuje komiksy za pomocą technik malarskich, maluje farbami olejnymi. Współpracował z magazynami Heavy Metal oraz Urania. Twórca serii komiksowej heroic fantasy Najemnik, wydawanej w latach 1982–2003 (13 tomów). W Polsce prace Segrellesa pojawiały się też w czasopiśmie "Nowa Fantastyka".